# Août 1899

## Événements
- Tchad : création du poste de Fort-Archambault renommé Sarh le 29 juillet 1972.

- 8 août - 19 septembre : second procès d'Alfred Dreyfus à Rennes, il est condamné puis gracié.
- 9 août : 
  - Le général Gallieni, gouverneur général de Madagascar est promu général de division.
  - Visite à Saint-Pétersbourg du ministre français des Affaires Étrangères Théophile Delcassé. Modification secrète de l’accord franco-russe. La mobilisation sera automatique en cas de mobilisation allemande, et subordonnée à un accord préalable en cas de mobilisation autrichienne. La Russie est assurée du soutien français dans la question ottomane.
- 10 août (Russie) : règlement provisoire du ministre de l’Instruction publique permettant d’enrôler de force les meneurs étudiants comme simple soldats.
- 15 - 18 août (Sionisme) : 3e Congrès sioniste à Bâle, et création de la Banque coloniale juive, chargée de générer le financement des activités pour l'achat de terres en Palestine.
- 27 août : course automobile Paris-Trouville. Antony s’impose sur une Mors.
- 31 août : Création de l'Olympique de Marseille par René Dufaure de Montmirail

## Naissances
- 1er août : 
  - Francis Reginald Scott, poète québécois († 30 janvier 1985).
  - Jimmy Angel, aviateur et explorateur américain († 8 décembre 1956).
- 3 août :
  - Louis Chiron, coureur automobile († 22 juin 1979).
  - Jean Cugnot, coureur cycliste français († 25 juin 1933).
- 9 août :
  - Éliane de Meuse, peintre belge († 3 février 1993).
  - Pamela Lyndon Travers, auteure de Mary Poppins († 23 avril 1996).
- 13 août : Alfred Hitchcock, réalisateur britannique († 29 avril 1980).
- 24 août : Jorge Luis Borges, écrivain et poète argentin († 14 juin 1986).
- 28 août : Georges Moens de Fernig, homme politique belge († 16 août 1978).
  - Charles Boyer, acteur franço-américain († 26 août 1978).

## Décès
- 16 août : Robert Wilhelm Bunsen, chimiste allemand.
- 29 août : Catharine Parr Traill, femme de lettres.